# Stigmatogobius elegans
Stigmatogobius elegans är en fiskart som beskrevs av Helen K. Larson 2005. Stigmatogobius elegans ingår i släktet Stigmatogobius och familjen smörbultsfiskar. Inga underarter finns listade i Catalogue of Life.